# Икуменически съвет
Икуменически съвет (Вселенски събор) е събрание на църковни владици (епископи), свикано за обсъждане и уточняване на въпроси от сферата на църковната доктрина и практика. Терминът произлиза от гръцки – Οικουμένη, което буквално означава „човешкия свят“, което първоначално се е отнасяло за Римската империя, а по-късно и към света изобщо.
Поради разкола между църквите тези събори са имали различен успех и решенията им рядко са били общоприети. Римокатолическата и Източноправославната църква провеждат заедно първите осем екуменически съвета (IV-IX в.) и приемат легитимността на седемте, но не и на осмия. Така Източноправославната църква не приема за екуменически нито един от последвалите синоди, провеждани от западното духовенство с причастието на папата.
Автокефалната Сирийска православна църква признава само първите два от проведените събори за екуменически.
Някои протестанти, предимно лутерани и англикани, признават първите четири събора.